# Deutscher Kriegsgefangenenfriedhof (Baku)

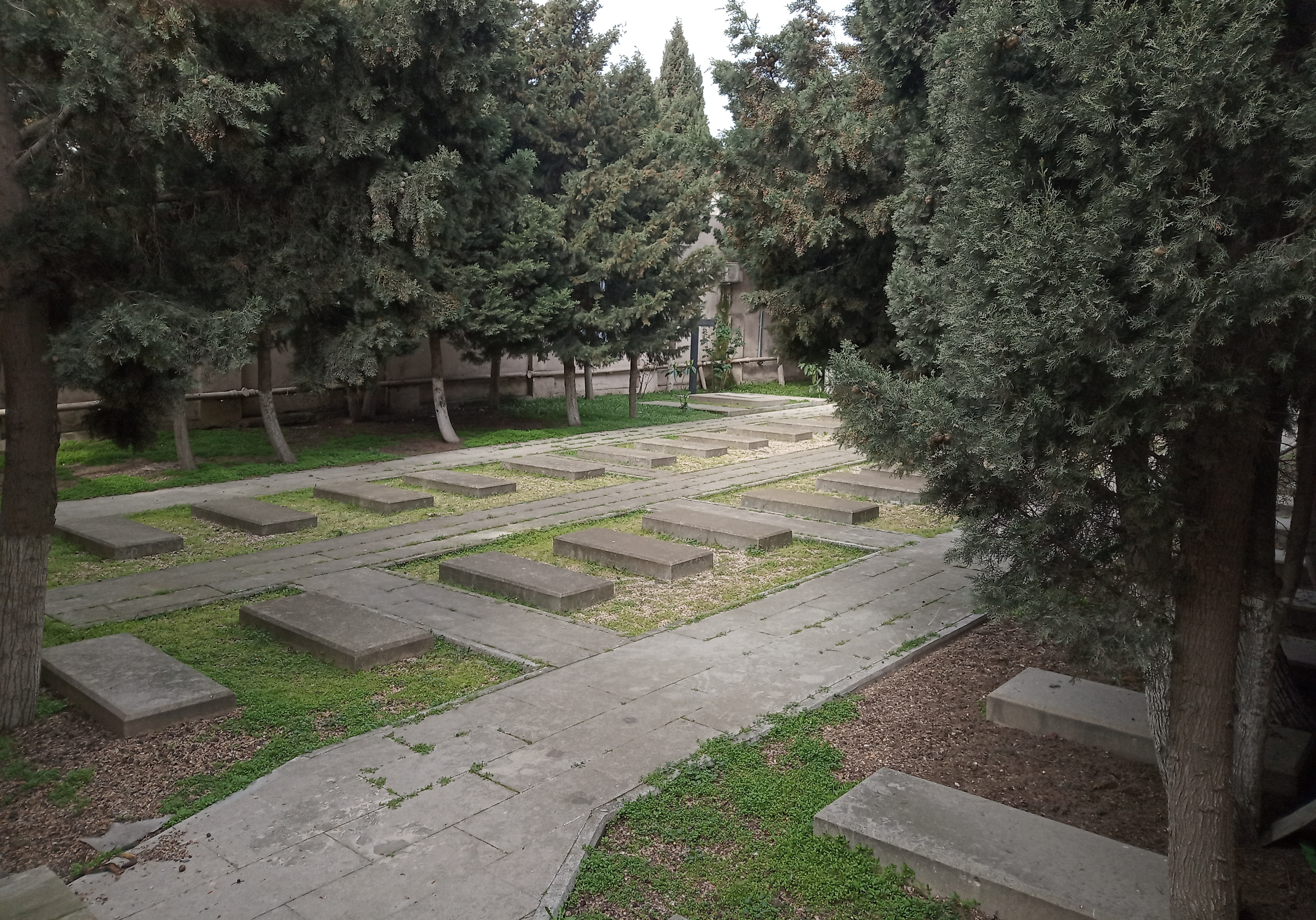
Der Bakuer Kriegsgefangenenfriedhof im März 2019

Der deutsche Kriegsgefangenenfriedhof, auch „Deutscher Soldatenfriedhof“ genannt, ist ein Friedhof der deutschen Kriegsgefangenen im Stadtteil Yasamal von Baku. Auf dem Friedhof befinden sich 90 Gräber. Auf dem Friedhofsgelände befindet sich auch ein Denkmal in Form eines schwarzen Kreuzes.

## Geschichte
Laut Tair Behbudov, einem Historiker, der das Schicksal der in Aserbaidschan angekommenen deutschen Kriegsgefangenen untersucht, kamen etwa 42.000 deutsche Kriegsgefangene in Baku an. Wie ein anderer Historiker, Javid Bagirzadeh, feststellte, bestand die Entsendung der deutschen Kriegsgefangenen nach Aserbaidschan aus zwei Phasen: Die erste Gruppe deutscher Kriegsgefangener kam 1944 in der Republik an, die zweite 1945. Die zweite Gruppe von Kriegsgefangenen traf Anfang 1945 aus den zentralen Regionen Russlands ein. Verwundete Kriegsgefangene wurden nach Baku geschickt, von denen einige aufgrund ihrer Verletzungen später nicht überlebten. Viele der Kriegsgefangenen wurden später in andere Regionen der Republik gebracht.
In Baku beteiligten sich die Kriegsgefangenen am Bau von Gebäuden wie dem Regierungsgebäude, dem Wohngebäude des Buzovnyneft-Trusts, dem Schauspielerwohnhaus in der Bakikhanov-Straße, dem Wohnkomplex Bolshoy Dvor in der Stroiteley Avenue usw. Insbesondere am Bau des Regierungsgebäudes waren laut Behbudov etwa 150 Kriegsgefangene beteiligt, die als Bauingenieure, Zimmerleute, Steinmetze, Fassadenhandwerker usw. fungierten. Den Archivdaten zufolge, auf die sich Behbudov beruft, gingen die Gefangenen vom Gefängnis, das sich in der Schwarzen Stadt befand, zu Fuß zur Baustelle und kehrten am Abend zurück.
Einige der in Baku verstorbenen Kriegsgefangenen wurden in der Region Yasamal begraben. Heute befinden sich auf dem Gelände dieses Friedhofs 90 Gräber.
Am 22. Dezember 1995 besuchten die Außenminister Aserbaidschans, Hasan Hasanov, und Deutschlands, Klaus Kinkel, den Friedhof und legten einen Kranz am Gedenkkreuz nieder.